# 네이처지 (기업)
네이처지(Naturgy)는 스페인의 다국적 천연가스 및 전기 에너지 기업으로, 주로 스페인에서 운영되고 있다. 이 기업의 행정적 본사는 바르셀로나에 있지만 법적 본사는 마드리드에 위치해 있다.
이탈리아, 프랑스, 독일, 네덜란드, 벨기에, 멕시코, 콜롬비아, 아르헨티나, 브라질, 푸에르토리코, 몰도바, 모로코 등 다른 국가들에서도 운영하고 있다.
이 기업의 주요 관심사는 스페인, 이탈리아, 라틴아메리카의 천연가스 배급이다.